# Andy Biggs
Andrew Steven Biggs dit Andy Biggs, né le 7 novembre 1958 à Tucson, est un homme politique américain, élu républicain à la Chambre des représentants des États-Unis en Arizona lors des élections de 2016.

## Biographie
Andy Biggs est diplômé d'un bachelor en études asiatiques de l'université Brigham Young, d'un master en sciences politiques de l'université d'État de l'Arizona. Après un doctorat en droit de l'université de l'Arizona, il commence une carrière d'avocat.
Il est élu à la Chambre des représentants de l'Arizona en 2002. En 2010, il entre au Sénat de l'État. Deux ans plus tard, il est élu président du Sénat face au républicain sortant Steve Pierce.
En 2016, il se présente à la Chambre des représentants des États-Unis dans le 5e district de l'Arizona, dans la banlieue sud-est de Phoenix. Dans ce district profondément républicain, il brigue la succession de Matt Salmon, qui le soutient. Durant la primaire républicaine, il affronte notamment Christine Jones, qui se pose en outsider face au président du Sénat. Jones est néanmoins soutenue par une partie de l'establishment républicain, Biggs ayant annoncé son intention de rejoindre le Freedom Caucus. Le lendemain de la primaire, alors que tous les bulletins ne sont pas encore comptés, Jones est en tête d'une centaine de voix. La secrétaire d'État Michele Reagan annonce finalement que c'est Biggs qui semble l'emporter, avec 16 suffrages d'avance sur sa rivale. Deux semaines plus tard, après un recompte automatique, il est déclaré vainqueur par 27 voix,. Il remporte largement l'élection générale avec 63 % des suffrages face à la démocrate Talia Fuentes,. Il est facilement réélu en 2018 face à la démocrate Joan Greene. Il est réélu le 3 novembre 2020, le 8 novembre 2022 et le 5 novembre 2024.
En janvier 2025, il annonce qu'il ne sera pas candidat à sa réélection en 2026, afin de briguer le poste de gouverneur de l'Arizona. Il se présente alors à la primaire républicaine contre Karrin Taylor Robson, soutenue par le président Donald Trump. En avril, Trump annonce également apporter son soutien à Biggs, tout en continuant de soutenir Robinson.

## Prises de position
Andy Biggs est considéré comme l'un des élus les plus conservateurs du Congrès.
Il est identifié comme climatosceptique par le magazine Scientific American ; pendant la campagne électorale ayant conduit à l'élection de Donald Trump en 2016, il nie la réalité du changement climatique.
En mai 2017, il est le dernier membre du Freedom Caucus à s'opposer à la version modifiée de l'American Health Care Act (en), estimant que cette réforme ne va pas assez loin dans l'abrogation de l'Obamacare.
Il dénonce en 2022 l'entreprise Walt Disney comme « communiste » en raison des critiques émises par celle-ci contre la loi House Bill 1557 en Floride visant à interdire à l'école toute discussion concernant les questions de genre et de sexualité.
En mars 2022, il est l'un des huit seuls représentants à voter contre la suspension des relations commerciales avec la Russie.
Le 3 octobre 2023, il fait partie des huit élus républicains à se joindre aux démocrates pour voter la destitution de Kevin McCarthy de son poste de président de la Chambre des représentants des États-Unis.